# Santibáñez de Arienza
Santibáñez de Arienza es una localidad de España perteneciente al
municipio de Riello, provincia de León, comunidad autónoma de Castilla y León. Forma parte de la comarca histórica de Omaña.

## Geografía física
Santibáñez de Arienza se encuentra en la confluencia de los arroyos Salce y Santibáñez a algo menos de un kilómetro de su unión con el río Omaña, cuyo valle se ubica en el límite meridional de la cordillera Cantábrica y al este de la sierra de Gistredo. Está situado a unos 1090 m s. n. m. El núcleo de población más cercano es El Castillo.
La localidad se encuentra en una zona Csb, que corresponde a un clima mediterráneo de veranos suaves según la clasificación de Köppen; la temperatura media del mes más cálido no es superior a 22 °C pero sobrepasa los 10 °C durante cinco o más meses y las medias anuales están por debajo de los 9 °C, con precipitaciones cerca de los 1000 mm anuales, nevadas invernales y veranos secos.

## Naturaleza

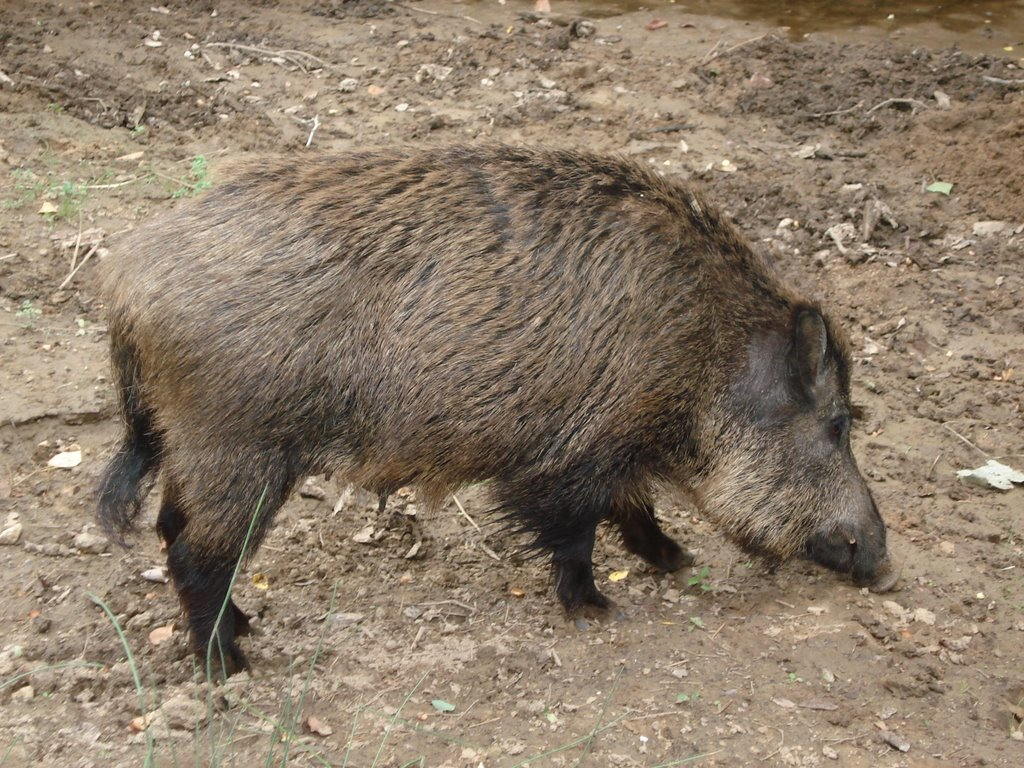
El jabalí, mamífero abundante en Santibáñez de Arienza.

Santibáñez de Arienza forma parte de las áreas designadas como Reserva de la Biosfera de los valles de Omaña y Luna, Lugar de Importancia Comunitaria (LIC) y Zona de Especial Protección para las Aves (ZEPA).
Entre las especies animales, son comunes el corzo, el jabalí y la garduña; en la que concierne a la fauna acuática del río Omaña se puede nombrar a la trucha, la nutria, el mirlo acuático y el desmán de los pirineos, especie endémica de la península ibérica.
En cuanto a la flora, la zona de ribera se caracteriza por la presencia de sauces, alisos, chopos, fresnos y negrillos Es especialmente destacable el robledal que se extiende por las laderas de las elevaciones al sur de la población.
Respecto a la geología, la población se encuentra en la  Zona Asturoccidental-Leonesa sobre terrenos precámbricos constituidos por areniscas, limolitas, pizarras porfiroides y microconglomerados, sobre los que se asientan depósitos fluviales del Cuaternario transportados por el Omaña.

## Historia
Santibáñez de Arienza formaba parte del Concejo de Omaña. En el siglo XIX, tras la disolución de los concejos, pasó a formar parte del municipio de Riello. En el Diccionario geográfico-estadístico-histórico de España de Madoz, se describe a la población como una pequeña localidad con 20 casas y 97 habitantes, de tierras pobres y cuya principal riqueza era la cría de ganado. En 1857 pasó a formar parte de Vegarienza, que se reincorporó a Riello en 1975.

## Geografía humana
Santibáñez es una población de pequeño tamaño, típico de un hábitat semi-disperso. Está conformada por tres núcleos o barrios. Según el Instituto Nacional de Estadística de España, contaba con 27 habitantes en 2015. Durante el siglo XX, especialmente en la segunda mitad, el pueblo ha experimentado un acusado descenso demográfico, consecuencia de la emigración y del consiguiente envejecimiento de la población.
| Gráfica de evolución demográfica de Santibáñez de Arienza entre 2000 y 2015                           |
| |
| Población según la relación de unidades poblacionales del Instituto Nacional de Estadística (España). |